# Hradiště (Kaplice)
Hradiště (německy Radischen) je malá vesnice, část města Kaplice v okrese Český Krumlov. Nachází se v Novohradském podhůří asi tři kilometry východně od Kaplice. Prochází zde silnice II/154.

## Historie
První písemná zmínka o vesnici pochází z roku 1400. V 2. polovině 19. století bylo Hradiště osadou sousední obce Blansko. V letech 1890 až 1960 bylo samostatnou obcí. V letech V roce 1930 žilo v Hradišti 147 obyvatel. V letech 1938 až 1945 bylo Hradiště v důsledku uzavření Mnichovské dohody přičleněno k nacistickému Německu. Od roku 1961 je Hradiště částí města Kapilce.

## Přírodní poměry
Hradiště stojí v katastrálním území Hradiště u Kaplice o rozloze 5,01 km² asi tři kilometry východně od Kaplice. Vesnice se nachází v nadmořské výšce 650–675 metrů na jižním úpatí Hradišťského vrchu, který je součástí Novohradského podhůří, přesněji jeho podcelku Soběnovská vrchovina a okrsku Malontská vrchovina.

## Pamětihodnosti
Ve vesnici stojí památkově chráněný sloup se sousoším Nejsvětější Trojice. Druhou kulturní památkou jsou pozůstatky hradiště Hradec na vrcholu Hradišťského vrchu, kde stojí také rozhledna Hradišťský vrch.